# زبان رسمی

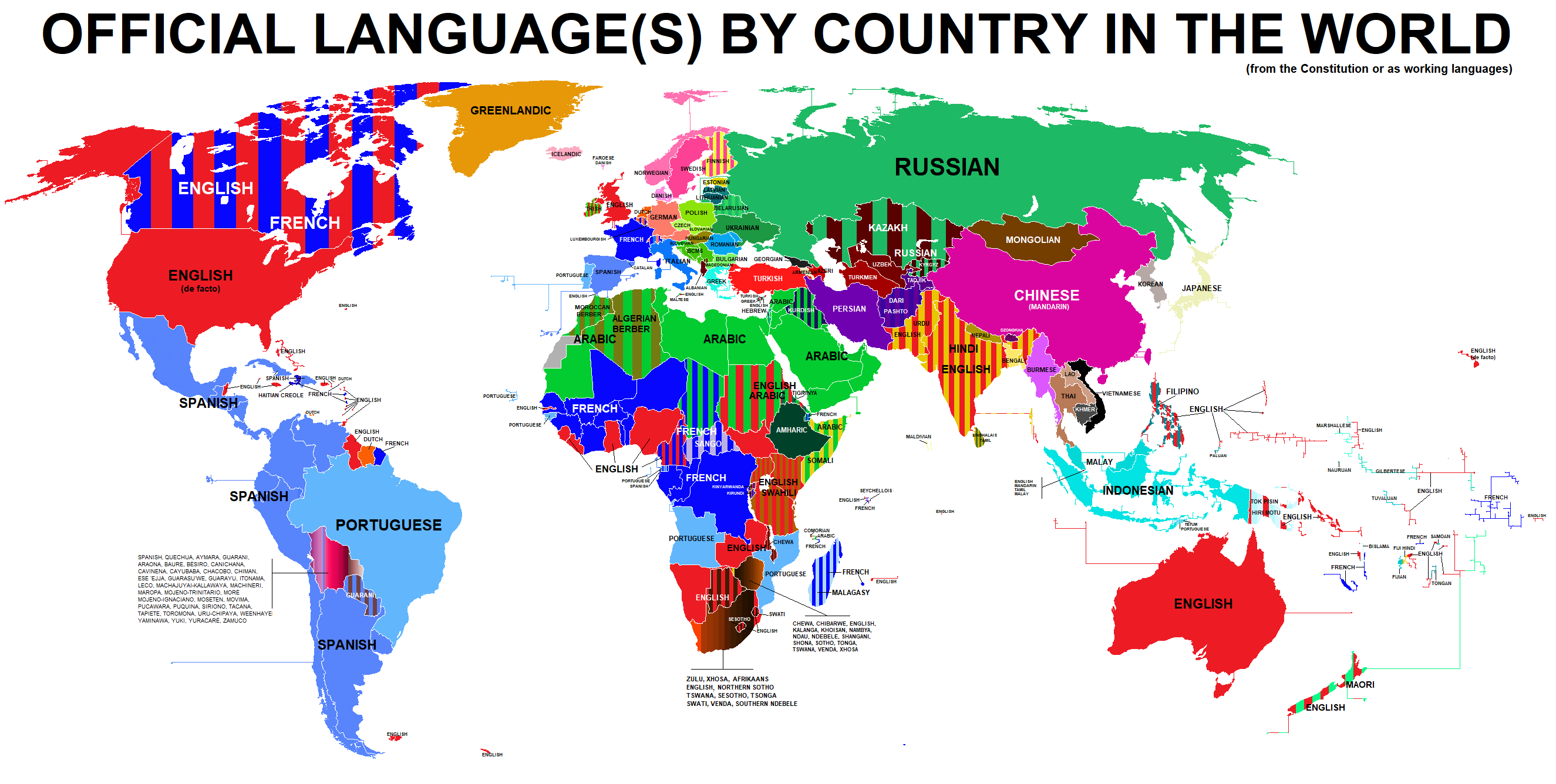
زبان‌های رسمی در جهان بر پایه کشور

زبان رسمی به زبانی گفته می‌شود که به‌طور قانونی در کشور یا منطقه‌ای از کشور که از توانایی وضع قوانین خاص آن منطقه برخوردار است، انتخاب شده است.
معمولاً زبانی به‌عنوان زبان رسمی انتخاب می‌شود که اکثریت جمعیت به آن سخن گویند (زبان ملی). اما به‌دلیل وجود جامعه‌های چندزبانه یا به‌دلیل حفظ وحدت ملیِ یک کشور ممکن است این دو برهم، منطبق نباشند یا «زبان ملی» یکی از «زبان‌های رسمی» باشد.
همچنین، برخی سازمان‌های جهانی، جهت سامان‌دهی ارتباطات و جلسات، برای امور خود زبان رسمی تعریف می‌کنند. برای نمونه، سازمان ملل متحد، شش زبان (انگلیسی، فرانسوی، اسپانیایی، روسی، چینی و عربی) به‌عنوان زبان رسمی تعریف کرده است. کشورهایی همچون کانادا، هند، پاکستان، سودان، سنگاپور، هنگ کنگ و… دارای چند زبان رسمی هستند.

## فهرست کشورها بر اساس تعداد زبان‌های به رسمیت شناخته‌شده
این فهرست فقط شامل کشورهایی با سه زبان رسمی و بیشتر هستند و شامل کشورهای دو زبانه نیست: بیشترین تعداد زبان رسمی تصویب شده در کشور محصور در خشکی به نام «بولیوی» واقع در آمریکای جنوبی است.
| کشور            | ملی | اقلیت | منبع             |
| --------------- | --- | ----- | ---------------- |
| بولیوی          | ۳۷  | ۳۷    | [ ۲ ]            |
| تایوان          | ۱۸  | ۱۸    | [ ۳ ]            |
| زیمبابوه        | ۱۶  | ۱۶    | [ ۴ ]            |
| آفریقای جنوبی   | ۱۱  | ۱۱    | [ ۵ ]            |
| نروژ            | ۸   | ۸     | [ نیازمند منبع ] |
| سوئیس           | ۴   | ۴     | [ ۶ ]            |
| سنگاپور         | ۴   | ۴     | [ ۷ ]            |
| بلژیک           | ۳   | ۳     | [ ۸ ]            |
| بوسنی و هرزگوین | ۳   | ۳     | [ ۹ ]            |
| بوروندی         | ۳   | ۳     | [ ۱۰ ]           |
| کومور           | ۳   | ۳     | [ ۱۱ ]           |
| اکوادور         | ۳   | ۱۵    | [ ۱۲ ]           |
| گینه استوایی    | ۳   | ۳     | [ ۱۳ ]           |
| فیجی            | ۳   | ۳     | [ ۱۴ ]           |
| لوکزامبورگ      | ۳   | ۳     | [ ۱۵ ]           |
| نیوزیلند        | ۳   | ۳     | [ ۱۶ ]           |
| پاپوآ گینه نو   | ۳   | ۳     | [ ۱۷ ]           |
| رواندا          | ۳   | ۳     | [ ۱۸ ]           |
| سیشل            | ۳   | ۳     | [ ۱۹ ]           |
| وانواتو         | ۳   | ۳     | [ ۲۰ ]           |

## کشورها

### آمریکا
از لحاظ قانونی در قانون فدرال هیچ زبان رسمی وجود ندارد، ولی در بیش از ۲۷ ایالت آمریکا زبان انگلیسی برای دادگاه‌ها و اداره‌های رسمی لازم می‌باشد.

### استرالیا
با وجود اینکه استرالیا زبان رسمی ندارد، با این حال انگلیسی استرالیایی را که بخش عمده‌ای از افراد جامعه از آن استفاده می‌کنند به عنوان زبان استرالیا در نظر می‌گیرند. استرالیا کشوری است که با دربرداشتن ۱۶۰ زبان مختلف طیف وسیعی از فرهنگ‌ها و زبان‌ها را ارائه می‌دهد. زبان استرالیا دارای لهجه و واژه‌های منحصر به خود است.

## زبان رسمی در کشورهای مختلف

تعداد کشورهای جهان با رسمیت زبان انگلیسی

در حال حاضر ۱۷۸ کشور، دارای حداقل یک زبان رسمی هستند. زبان انگلیسی بیشترین زبان در وضعیت زبان رسمی میان کشورهای جهان است که در بیش از ۶۰ کشور، زبان رسمی است.
| ردیف | زبان           | تعداد کشورها |
| ---- | -------------- | ------------ |
| ۱    | زبان انگلیسی   | ۶۷           |
| ۲    | زبان فرانسوی   | ۲۹           |
| ۳    | زبان عربی      | ۲۶           |
| ۴    | زبان اسپانیایی | ۲۰           |
| ۵    | زبان پرتغالی   | ۹            |
| ۶    | زبان آلمانی    | ۶            |